# Ahorcaditos
Los Ahorcaditos son unos dulces de hojaldre y rellenos de crema de almendra con forma de vieira. Es el dulce típico de la localidad de Santo Domingo de la Calzada. Son un referente dentro de la golmajería riojana.

## Historia
Su elaboración comenzó en 1953 de la mano del pastelero artesano calceatense José Alberto Hernando Aliende, en la Pastelería Isidro, donde fueron creados, y es el único punto de su comercialización desde el primer día. Pronto serían difundidos por toda la provincia de La Rioja, haciéndose populares entre los peregrinos del Camino de Santiago. Toma su nombre de un milagro atribuido a Santo Domingo de la Calzada. el del gallo y la gallina.
La forma de vieira, viene dada por la concha del Camino de Santiago.